# Centre régional de documentation pédagogique
Pour les articles homonymes, voir CRDP.
En France, dans chaque académie, un centre régional de documentation pédagogique (CRDP) assure, à destination des enseignants, des missions de production et de diffusion de documentation. 
Chacun des 31 CRDP (en comptant celui de Nouvelle-Calédonie) participe au réseau Services, culture, éditions, ressources pour l'Éducation nationale (Scérén).

## Histoire
Les CRDP ont été institués par le décret no 55-109 du 19 janvier 1955 pour regrouper les bibliothèques et cinémathèques pédagogiques et les musées régionaux préexistants dépendant du ministère de l'Éducation nationale. 
Ils n'avaient alors pas la personnalité morale et constituaient des sections du Centre national de documentation pédagogique (CNDP). Toutefois, ils disposaient d'une certaine autonomie et avaient chacun un budget spécifique au sein de celui du CNDP. 
Avec le décret no 92-56 du 17 janvier 1992, les CRDP deviennent des établissements publics nationaux et les centres départementaux sont rattachés aux centres régionaux. 

## Organisation

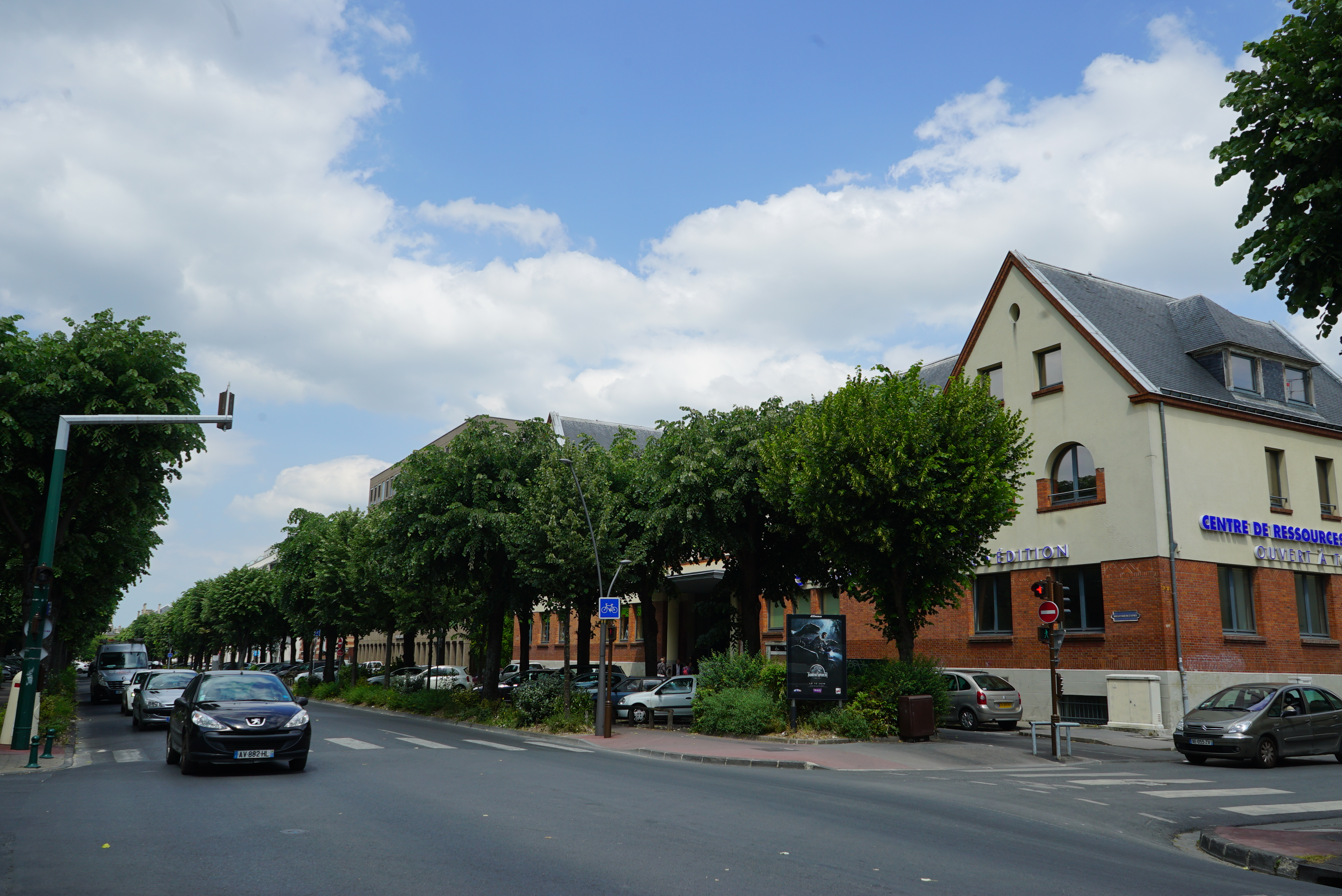
CRDP de Reims.

Chaque CRDP est un établissement public placé sous la tutelle du recteur d'académie, qui préside le conseil d'administration. Ce dernier comprend 22 membres dont des représentants de l'État, de collectivités territoriales, des chefs d'établissements, enseignants, élèves et parents d'élèves, un directeur d'Institut universitaire de formation des maîtres, enfin des représentants du personnel et des personnalités qualifiées. 
Le conseil d'administration fixe les orientations générales de la politique du Centre, prend les décisions en matière de budget et de patrimoine et conclut les conventions et marchés. 
La direction d'un CRDP est confiée à un fonctionnaire de catégorie A+. Le directeur est nommé pour trois ans, mandat qui peut être renouvelé. 
Le centre régional de documentation pédagogique comprend, sauf dans les académies mono-départementales, plusieurs centres départementaux de documentation pédagogique (CDDP), et, éventuellement, des centres locaux (CLDP). 
Chaque CDDP et CLDP est dirigé par un directeur de catégorie A nommé également pour trois ans, et assisté d'un comité consultatif présidé par le recteur.

## Rôle
Les CRDP assurent des missions de documentation à l'attention des enseignants. Ils peuvent produire eux-mêmes des produits éditoriaux (livres, livrets pédagogiques, cartes, matériel pédagogique, mallettes, panneaux d'exposition), notamment ayant un caractère régional ou local. Ils conçoivent et diffusent des documents pédagogiques en ligne. 
Ils diffusent les documents produits par le CNDP et les autres CRDP, à travers un espace de librairie destiné plus spécialement aux enseignants mais ouvert à tous. 
Les centres disposent également d'une médiathèque de référence proposant le prêt et la consultation sur place d'ouvrages destinés à accompagner les enseignants. Ils proposent enfin des animations et formations à caractère éducatif et/ou pédagogiques destinées, comme tous leurs ressources- à l'ensemble de la communauté éducative (enseignants, étudiants IUFM, éducateurs, parents d'élèves, personnels d'encadrement), le plus souvent gratuites. 

## Évolution
À partir de fin 2014, le réseau Sceren devient le réseau Canopé et du même coup, établissement unique. L'ensemble des CRDP sont rattachés à cet établissement d'un point de vue administratif et organisationnel.